# DKW

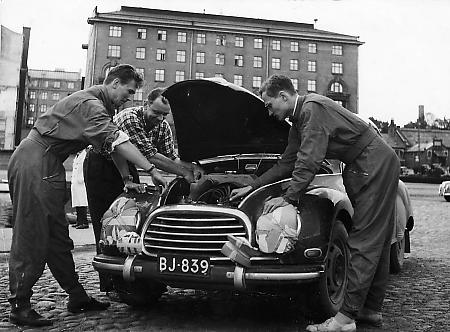
Kierowca rajdowy Osmo Kalpala w trakcie przeglądu samochodu DKW Donau. 1956.

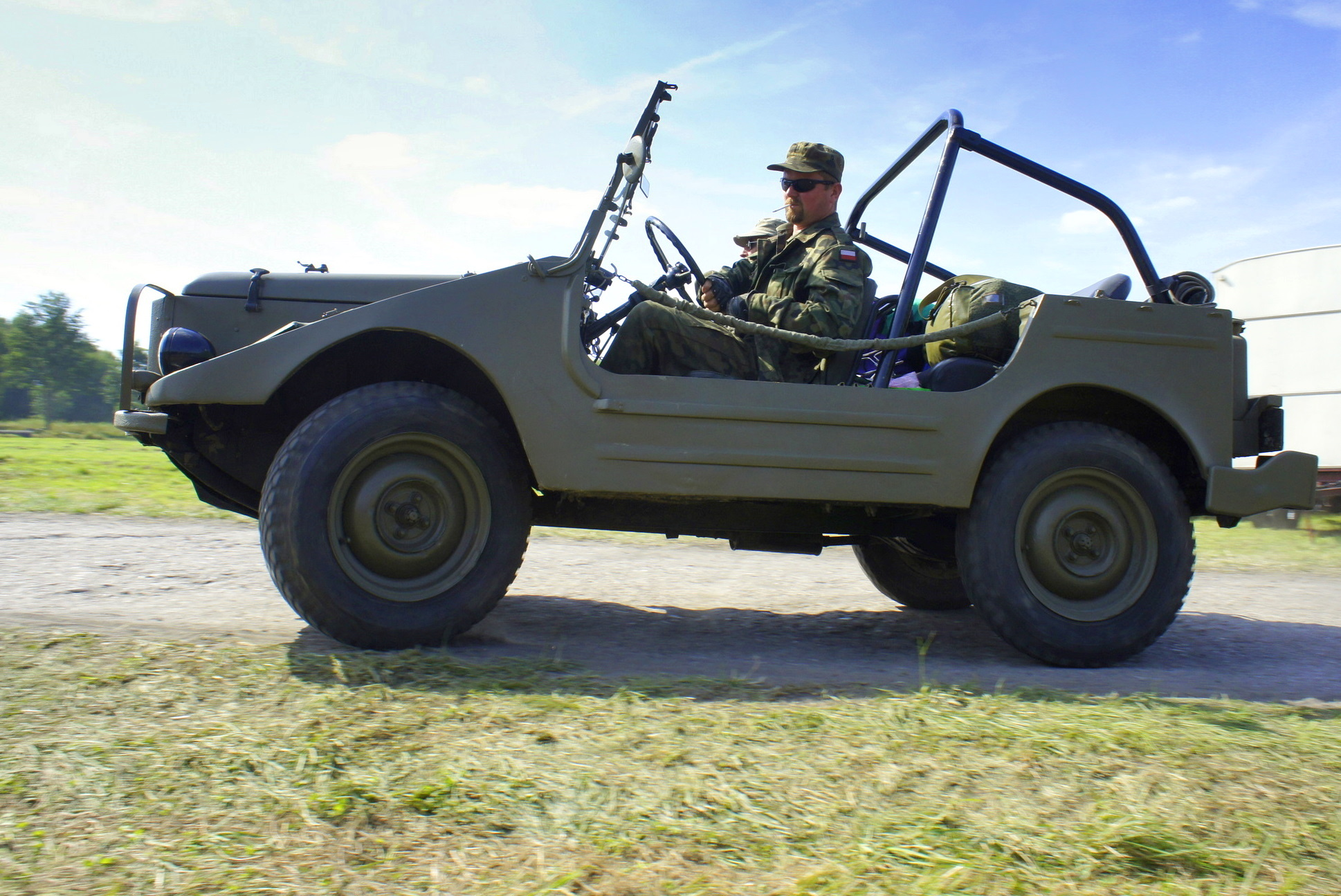
Uniwersalny pojazd terenowy DKW Munga

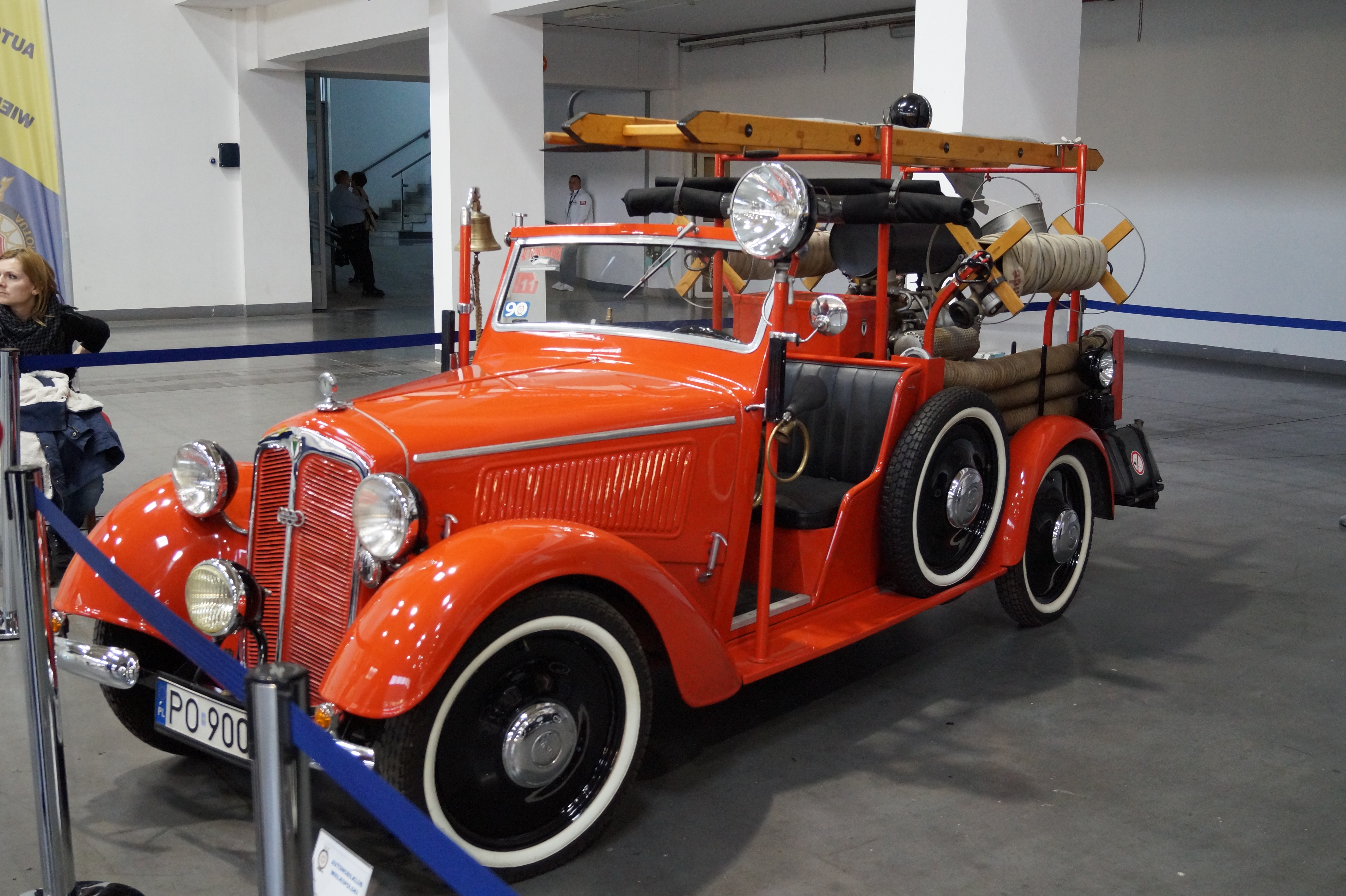
DKW F5 jako wóz strażacki

DKW (Dampfkraftwagen – z. niem. pojazd parowy) – niemiecki producent motocykli i popularnych samochodów osobowych, powstały w 1905 r.
Po początkowych eksperymentach z napędem parowym (1916), w późniejszym okresie wszystkie pojazdy z tej wytwórni były napędzane silnikami dwusuwowymi. Przyczyniła się do tego działalność osiadłego w Niemczech Duńczyka Jorgena Shafte Rasmussena, który w 1919 skonstruował mały silnik dwusuwowy o 2 cylindrach i wyjątkowo prostej konstrukcji (zaledwie 7 części ruchomych). Silniki takie okazały się idealne do napędu motocykli, w związku z czym już w latach 30. XX wieku fabryka DKW w Zschopau była ich największym producentem na świecie.
W 1928 r. powstał F-15, pierwszy samochód marki DKW z dwusuwowym silnikiem motocyklowym o 2 cylindrach i z napędem kół tylnych. Trzy lata później w Zwickau uruchomiono produkcję modelu z nieco większym silnikiem ustawionym poprzecznie i napędzającym koła przednie za pośrednictwem trzybiegowej skrzyni biegów; wówczas też pojawił się charakterystyczny dla DKW element wyposażenia w postaci zagiętej klamki na tablicy przyrządów, służący do zmiany biegów. Dźwignie takie były stosowane potem w samochodach Trabant produkowanych właśnie w Zwickau. W późniejszym okresie w najmniejszych samochodach stosowano zblokowany zespół napędowy z dwucylindrowym silnikiem ustawionym poprzecznie w stosunku do osi pojazdu, napędzający koła przednie. Silniki trzycylindrowe i czterocylindrowe widlaste umieszczono wzdłuż samochodu.
Przedsiębiorstwo DKW od 1932 r. należało do koncernu Auto Union. Istniało w Niemczech do 1966 roku.
W ostatnich latach działalności pod nazwą DKW-Audi wprowadzono na rynek samochody osobowe z silnikiem czterosuwowym.
Na licencji DKW przed II wojną światową produkowane były w Czechosłowacji samochody osobowe pod nazwą firmową „Jawa”. Konstruktorzy z DKW zaprojektowali również silniki dla szwedzkiej wytwórni Saab. Samochody DKW były również wytwarzane na licencji w Brazylii.

## Produkowane samochody
- DKW 3=6 (F93)
- DKW 3=6 Monza (F93)
- DKW FA
- DKW F1(inne języki) (1931–1932)
- DKW F2(inne języki) (1932–1935)
- DKW F4(inne języki) (1934–1935)
- DKW F5(inne języki) (1935–1937)
- DKW F7(inne języki) (1937–1938)
- DKW F8 (1939–1942)
- DKW F9(inne języki) (1949–1956)
- DKW F10(inne języki) (1950)
- DKW F89
- DKW F91
- DKW F92
- DKW F102 (1963–1966)
- DKW Munga(inne języki) (1956–1968)
- DKW Junior(inne języki)
- DKW-Schnelllaster

Od nazwy przedsiębiorstwa, samochody tej marki były potocznie nazywane w Polsce „dekawkami”, a także „dykta, klej i woda”, co było związane z prostą konstrukcją.